# Kiev Challenger 2002
Il Kiev Challenger 2002 è stato un torneo di tennis facente parte della categoria ATP Challenger Series nell'ambito dell'ATP Challenger Series 2002. Il torneo si è giocato a Kiev in Ucraina dal 3 all'8 settembre 2002 su campi in terra rossa.

## Vincitori

### Singolare
Irakli Labadze ha battuto in finale  Gorka Fraile con il punteggio di 6–0, 4–6, 6–4

### Doppio
Federico Browne /  Fred Hemmes hanno battuto in finale  Irakli Labadze /  Jurij Ščukin con il punteggio di 6–4, 6–3